# Rudskogen
Rudskogen Motorsenter er et norsk motorsportsanlæg, beliggende i Rakkestad Kommune i Østfold. Anlægget blev indviet i 1990, og er Norges ældste motorbane. Rudskogen blev i 2006 udpeget til det nationale center for motorsport af Kulturdepartementet.

## Historie
Den belgiske Formel 1-kører Thierry Boutsen indviede 20. maj 1990 Rudskogen Motorsenter og den 1.910 meter lange racerbane. Rakkestad lagde jord til banen, som blev placeret 15 kilometer nordøst for Sarpsborg. Det var NMK Sarpsborg, Trafikskolerne i Østfold, Rakkestad Kommune og Norges Automobil-Forbund der havde fælles ejerskab af anlægget.
Senere overtog blandt andet racerkører Harald Huysman ejerskabet af banen, og der blev opført en 1.210 meter lang gokartbane, Norges længste, på det sted hvor der før var en speedwaybane. Efter en intens kamp med blandt andre Vålerbanen, blev Rudskogen i 2006 Norges nationale center for motorsport, og modtager derfor offentlige midler.
I 2011 begyndte en omfattende ændring af banens layout, designet af den tyske arkitekt Hermann Tilke. Året efter stod den 3.254 meter lange bane færdig.